# Jawi (Kinal)
Jawi is een bestuurslaag in het regentschap Kaur van de provincie Bengkulu, Indonesië. Jawi telt 466 inwoners (volkstelling 2010).